# Bâtiment Tucaković à Kragujevac
Le bâtiment Tucaković à Kragujevac (en serbe cyrillique : Зграда Туцаковића у Ул. Кнеза Михаила 11 у Крагујевцу ; en serbe latin : Zgrada Tucakovića u Ul. Kneza Mihaila 11 u Kragujevcu) se trouve à Kragujevac, dans le district de Šumadija, en Serbie. Il est inscrit sur la liste des monuments culturels protégés de la république de Serbie (identifiant no SK 359).

## Présentation
Le bâtiment a été construit au début du XIXe siècle pour le voïvode Petar Tucaković. La maison est caractéristique des constructions voulues par le prince Miloš Obrenović et tendant à réguler le plan d'urbanisme de Kragujevac après la libération du pays de la présence ottomane.
La maison, très spacieuse, est dotée d'un grand jardin donnant sur la rue. Construite selon le système des colombages, elle est coiffée d'un toit à quatre pans légèrement pentu et recouvert de tuiles.